# Uecker-Randow
Uecker-Randow foi um distrito (kreis ou landkreis) da Alemanha localizado no estado de Meclemburgo-Pomerânia Ocidental. Na reforma distrital de 4 de setembro de 2011, Uecker-Randow foi incorporado ao novo distrito de Vorpommern-Greifswald.

## Cidades e municípios
| Cidades (livres)                        |
| 1. Pasewalk 2. Strasburg 3. Ueckermünde |

| Ämter (associações municipais) | Ämter (associações municipais) | Ämter (associações municipais) |
| --- | --- | --- |
| - 1. Am Stettiner Haff 1. Ahlbeck 2. Altwarp 3. Eggesin1, 2 4. Grambin 5. Hintersee 6. Leopoldshagen 7. Liepgarten 8. Lübs 9. Luckow 10. Meiersberg 11. Mönkebude 12. Torgelow-Holländerei 13. Vogelsang-Warsin | - 2. Löcknitz-Penkun 1. Bergholz 2. Blankensee 3. Boock 4. Glasow 5. Grambow 6. Krackow 7. Löcknitz1 8. Nadrensee 9. Penkun2 10. Plöwen 11. Ramin 12. Rossow 13. Rothenklempenow - 3. Torgelow-Ferdinandshof 1. Altwigshagen 2. Ferdinandshof 3. Hammer an der Uecker 4. Heinrichsruh 5. Heinrichswalde 6. Rothemühl 7. Torgelow1, 2 8. Wilhelmsburg | - 4. Uecker-Randow-Tal [sede: Pasewalk] 1. Blumenhagen 2. Brietzig 3. Damerow 4. Fahrenwalde 5. Groß Luckow 6. Jatznick 7. Klein Luckow 8. Koblentz 9. Krugsdorf 10. Nieden 11. Papendorf 12. Polzow 13. Rollwitz 14. Schönwalde 15. Viereck 16. Zerrenthin 17. Züsedom |
| 1sede do Amt; 2cidade | | |